# Giovanni da Crema
Ne doit pas être confondu avec Giovanni Maria da Crema.
Giovanni da Crema (né  à Crema en Lombardie, Italie,  et mort v.  1135), est un cardinal italien de l'Église catholique du XIIe siècle, nommé par le pape Pascal II. Il est l'oncle du cardinal Guido di  Crema (1150).

## Biographie
Le pape Pascal II le  crée  cardinal  lors du consistoire de 1117.  Da Crema est légat en Angleterre et préside un concile à Londres sur la discipline du clergé, pour interdire au clergé à cohabiter avec des femmes qui ne sont pas consanguines, et un concile à Westminster, pour  annuler le contrat de mariage entre Guillaume Cliton, fils de Robert II de Normandie, et Sibylle,  la fille du comte Foulque V d'Anjou. En 1128 il est nommé légat en Normandie  avec le cardinal Pietro de S. Anastasia. Au concile de Pavie, qu'il a convoqué,  est édité un anathème contre l'archevêque Anselme V de Milan,  pour avoir couronné  Conrad, l'ennemi de la Sainte-Église, contre le roi légitime  Lothaire. En 1130 da Crema soutient quelque temps l'antipape Anaclet II, mais il retourne très vite  à l'obédience du pape légitime.
Le cardinal da Crema   participe à l'élection de Gélase II en 1118,  à l'élection  du pape Calixte II à Cluny en 1119, à l'élection du pape  Honoré II en 1124 et à l'élection d'Innocent II en 1130.